# 叫河乡
叫河乡是中国河南省洛阳市栾川县下辖的一个乡。

## 行政区划
叫河乡下辖：叫河村、牛栾村、牛栾沟村、上牛栾村、麻沟村、黎明村、桦树坪村、栗树沟村、东新科村、西新科村、东坡村、六中村、马阴村、瓦石村、新政村。